# Loterij

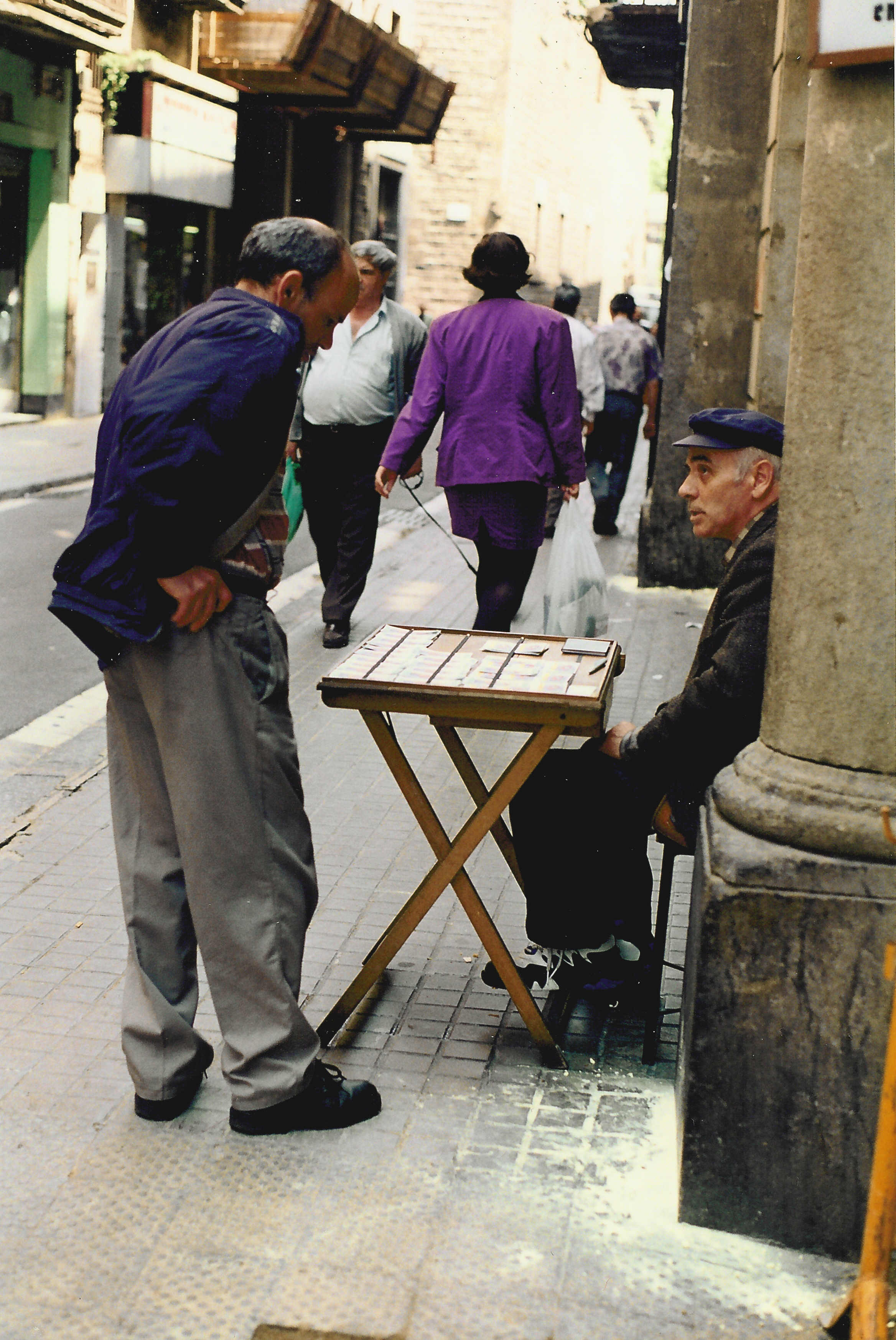
Lotverkoper in Barcelona

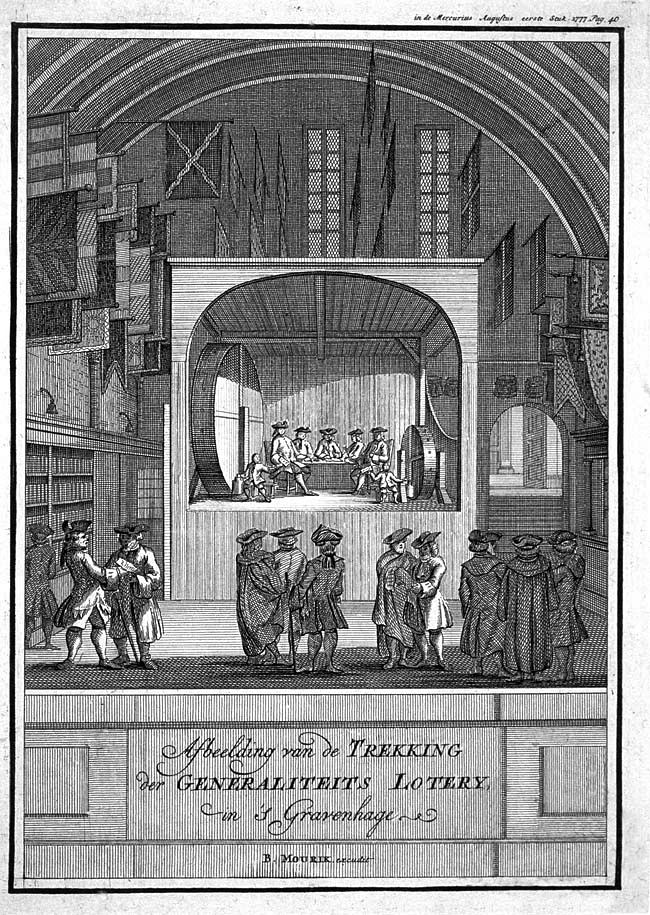
Trekking van de Generaliteitsloterij, Nederland, 18e eeuw

Een loterij is een kansspel waarbij de deelnemers loten kopen van een bepaalde waarde.
In Nederland is de minimumleeftijd voor deelname 18 jaar.

## Werking
Aan elk lot is een cijfer en/of lettercombinatie verbonden. De opbrengst van de lotenverkoop wordt voor een deel gebruikt voor het uitkeren van prijzen. Deze prijzen worden door middel van een toevalsgenerator, vaak onder het toezicht van een notaris, verdeeld onder de deelnemers. Veel loterijen kennen een jackpot.

## Loterijsoorten

### Lotto
De Lotto is een loterijvorm waarbij de deelnemers een combinatie van nummers raden. Als meerdere deelnemers goed geraden hebben moet de prijs gedeeld worden.

### Goede doelen
Nederlandse loterijen zijn verplicht om ten minste 50% van de inkomsten af te staan aan goede doelen.

### Loterijen georganiseerd door de overheid
In sommige landen worden loterijen door de overheid georganiseerd of door een bedrijf waarvan de overheid eigenaar is. In Nederland geldt dit voor de Staatsloterij en in België de Nationale Loterij. In Frankrijk heeft La Française des Jeux het volledige monopolie over kansspelen. De opbrengsten van deze loterijen gaan naar de staat.

## Universumtrekking
Een universumtrekking houdt in dat de kans bestaat dat niet alle geadverteerde prijzen daadwerkelijk worden gewonnen. Dat kan bijvoorbeeld gebeuren bij lotto, waarbij getallen moeten worden geraden. Als net zo lang trekkingen achter elkaar worden gehouden (zonder extra kosten voor de deelnemers) tot alle prijzen zijn gewonnen, is het bij elkaar geen universumtrekking. Met betrekking tot een jackpot is een trekkingsronde geen universumtrekking. Voor een loterij met universumtrekking is vaak vereist dat dit in de reclame-uitingen duidelijk wordt uitgelegd.